# زعفران (مركز السديره)
زعفران قرية سعودية، تتبع مركز السديره التابعة لمحافظة الطائف في منطقة مكة المكرمة. تقع في جنوب شرق الطائف، وتبعد عنها قرابة 70 كم.

## القرية
تبعد القرية عن المركز حوالي 28 كم بإتجاه الجنوب الغربي، نوع الطريق أسفلتي بحوالي 18 كم وطريق وعر بحوالي 10 كم. خدمات التعليم: مدرسة بسل الابتدائية ومدرسة بسل المتوسطة ومدرسة بسل الثانوية (بنين)، ندرسة بسل الابتدائية ومدرسة بسل المتوسطة (بنات). كما يوجد في المركز مركز رعاية صحية أولية، أما الخدمات العامة فتحتوي القرية على كهرباء عامة وخدمة بلدية وخدمة بريد وبث تلفزيوني.